# Jennifer Youngs
Jennifer Youngs (New York, 13 dicembre 1969) è un'attrice e cantante statunitense.

## Biografia
Figlia dell'attore John Savage e di Susan Youngs, lascia la casa nel 1990 con il suo cagnolino e il basso, diretta a Los Angeles dove vuole intraprendere una carriera musicale e cinematografica. Comincia ad ottenere piccoli ruoli in vari film e serie tv, ma a darle grande successo è la parte ottenuta in La signora del West, in cui interpreta Ingrid, amata ragazza di Matthew Cooper. In quello stesso periodo nasce la sua band, chiamata What's the Bob.

## Vita privata
Jennifer è sposata con il musicista Ronnie Cahampagne.